# Провулок Пушкіна (Мелітополь)
Провулок Пушкіна — провулок в Мелітополі біля вулиці Пушкіна, проспекта 50-річчя Перемоги і школи № 4.

## Назва
Провулок названий на честь російського поета Олександра Сергійовича Пушкіна.

## Історія
Виник як Безіменний провулок. 27 травня 1960 року було прийняте рішення про продовження Безіменного провулка від Підгорної вулиці до вулиці Пушкіна і найменуванні його провулком Пушкіна.